# 真田幸清
真田 幸清（さなだ ゆききよ、寛政12年（1800年） - 明治4年（1871年））は、仙台藩伊達氏家臣。分家の真田信知の長男。子に真田幸歓。初め源太佐衛門信清、のち実名を幸清に改め、長七郎と称した。母は大和田氏。
寛政12年（1800年）7月、仙台真田家の分家主真田信知の長男として生まれる。文化6年（1809年）、仙台真田家宗家の真田信凭死去により10歳で宗家に養子に入り家督を継ぐ。文化14年（1817年）に林友通の娘喜曽（チョウ）と結婚。文政7年（1824年）4月1日に長男の喜平太（真田幸歓）が生まれる。同年12月、幸清は仙台藩牒役を任ぜられる。嘉永6年（1853年）病により家職を辞し嫡子の幸歓に継がせる。安政2年（1855年）幸清は田宅のある刈田郡矢附村に真田塾（私塾寺子屋）を開塾し、文久3年（1863年）まで庶民の子供に読み書きを教えた。

明治4年（1871年）9月、没す。享年72。成就院住空無相居士と号する。墓所は成覚寺。
明治5年（1872年）12月、真田塾の門弟達は刈田郡矢附村の川原畑に幸清の供養塔を建立し、師を偲んだ。